# بانايوتيس كافادياس
بانايوتيس كافادياس أو كوادياس (2 مايو 1850 - 20 يوليو 1928) عالم آثار يوناني. كان مسؤولًا عن التنقيب عن إيبداوروس وأعمال التنقيب في الأكروبوليس أثينا، فضلًا عن الاكتشافات الأثرية في جزيرته الأصلية كيفالونيا. بصفته أفور (رئيس الخدمة الأثرية اليونانية) منذ عام 1885 وحتى عام 1909، أشرف كافادياس على توسيع أعداد ومسؤوليات دائرة الآثار، وكان قوة رئيسية وراء قانون الآثار بي إم إكس إس/2626، الذي زاد من سلطات الدولة لمواجهة التنقيب غير القانوني وتهريب الآثار.
لعمل كافادياس تأثير خاص على الأكروبوليس أثينا، حيث نقب باستمرار بين عامي 1885 و1890 لإزالة جميع الهياكل المتبقية من العصور الوسطى والحديثة تقريبًا، وكَشَف عن عدد كبير من الآثار القديمة في هذه العملية. نظم المعماري والمهندس نيكولاوس بالانوس المرحلة الأولى من إعادة البناء المكثفة لآثار الأكروبوليس، والتي، على الرغم من الإشادة بها في البداية، تسببت في أضرار جسيمة لعدد من المعابد وفكِكت بالكامل تقريبًا وأعيد بنائها خلال القرن العشرين وأوائل القرن الحادي والعشرين. أشرف على افتتاح المتحف الأثري الوطني، ونظم مجموعاته الأولى، وكتب بعض الفهارس الأولى.
نظِر إلى كافادياس، باعتباره مسؤولًا، على أنه نشيط ومركزي وأوتوقراطي. أثار سخط الجمعية الأثرية في أثينا لتقليصه دورها في علم الآثار اليوناني لصالح الخدمة الأثرية الحكومية. بعد انقلاب غودي عام 1909، استاءت الصحافة اليونانية ومرؤوسيه في دائرة الآثار منه فأقيل من منصبه، من الجمعية الأثرية ومن أستاذيته في جامعة أثينا، على الرغم من أنه كان قادرًا على العودة للجمهور والحياة الأكاديمية منذ عام 1912. شهدت حياته المهنية تحديثًا كبيرًا في ممارسة علم الآثار في اليونان، ليس أقلها من خلال رعايته للمدارس الأثرية الأجنبية في أثينا.

## مهنة أثرية
بعد الانتهاء من دراسته، عاد كافادياس إلى اليونان، حيث دخل الخدمة الأثرية. في عام 1879، عُين أفور، أي مسؤول عن الإشراف على التراث الأثري وإدارته وحمايته -وهو أول مسؤول من هذا القبيل تحتفظ به دائرة الآثار بالإضافة إلى الأفور العام. في عام 1881 نشر نبذة تاريخية قصيرة لعلم الآثار اليوناني. كانت إحدى منشوراته الأولى في أعمال التنقيب في المدرسة الفرنسية في أثينا في جزيرة ديلوس، والتي كانت تعمل منذ عام 1873 وكان هناك في عام 1882، وعمل جنبًا إلى جنب مع ريناخ، الذي كتب لاحقًا في نعي كافادياس أن الشاب بدا «مليئًا بالحماس والطموح».
نقب كافادياس بشكل متكرر حول كيفالونيا، بهدف اكتشاف ما أسماه مواقع وبقايا إيثاكا في أوديسيوس. كانت أول أعماله في التنقيب في الأكروبوليس بجزيرة سام، بالقرب من الجزيرة المعروفة في العصر الحديث باسم إيثاكا، في عام 1883. كشف كافادياس عن بوابة، لكنه اعتبر أن اكتشافاته غير مهمة باعتبارها المادة الوحيدة التي كشِف عنها بتاريخ من العصر العتيق إلى العصر الروماني (أي نحو 850 قبل الميلاد – نحو 500 م)، بدلًا من العصر البرونزي المتأخر «هورميروس» (نحو 1600-1180 قبل الميلاد). في عام 1889 اكتشف مقابر الغرفة الموكيانية وشظايا من الأواني الموكيانية في منطقة ليفاثو، بالقرب من قرية مازاراكاتا، والتي أثبتت لأول مرة وجود الحضارة الموكيانية في الجزيرة. نقب مرة أخرى في سام وليفاثو في عام 1899، بتمويل من أدريان غوكوب، عالم الآثار الهولندي الثري، ووجد المزيد من الهياكل في سام ولكن لم يسبق أي منها الفترة الكلاسيكية. عاد إلى الجزيرة في عام 1908، وفي عام 1909 -عندما اكتشف مقبرتين صغيرتين من قبور ثولوس الميسينية في كوكولاتا- وفي عام 1913.
نشر كافادياس التقارير الأولى عن أعمال التنقيب في الجريدة الرسمية، وهي نشرة رسمية تنشر فيها عادة القوانين والمراسيم الملكية. منذ عام 1860، ومع توقف إصدار النشرة الإخبارية الأثرية -التي اتخذتها الجمعية الأثرية في عام 1862 مجلة خاصة بها- افتقرت دائرة الآثار إلى إصدار رسمي. بدلًا من ذلك، عادةً ما نشِرت أخبار أعمال التنقيب والأنشطة في المجلات أو الرسائل الإخبارية. في عام 1888، بدأ كافادياس في نشر النشرة الأثرية الشهرية نيابة عن الخدمة. حرر بنفسه مجلدات عام 1885 و1888 و1889 و1890 و1891 و1892. لكن نشر المجلة توقف بعد عام 1892، ولم يُنشر أي عدد لعام 1886 أو 1887، ولم يُستأنف حتى عام 1915.
خلال فترة توليه منصب الأفور العام، واصل كافادياس التنقيب وتوجيه الأعمال الأثرية شخصيًا. بدأ التنقيب في كابيريون في بويوتيا في عام 1887، واستمر في وقت لاحق من قبل المعهد الأثري الألماني في أثينا. في عام 1889، نقب في حرم ليكوسورا، والتي اعتبرها ملاذ ديسبوينا الذي وصفه بوسانياس. اكتشف جزءًا من مجموعة تماثيل العبادة –من عمل النحات الميسيني داموفون- يظهر ديسبوينا جالسًا على عرش مزدوج إلى جانب ديميتر، برفقة أرتميس وتيتان أنيتوس. في عام 1900، أثناء عمليات التنقيب الوقائية خارج كيراميكوس، اكتشف نيسوس أمفورا، وهي مزهرية تعود إلى أواخر القرن السابع قبل الميلاد والتي اعتبرها حاوية لدفن جثث الموتى المحروقة من مقبرة ديبيلون القريبة. في العصر الحديث، أصبحت الأمفورا قطعة يعود اسمها «لرسام نيسوس»، ووصفها جون بيزلي بأنها «المثال الرئيسي» للرسم المبكر على المزهرية ذات الشكل الأسود، بالإضافة إلى ترسيخ «رسام نيسوس» على أنه «أول فنان يوناني يمكننا استيعاب شخصيته».
في 1902-1903 نقب في هيرايون ساموس إلى جانب رئيس الوزراء المستقبلي، ثيميستوكليس سوفوليس، ثم عمل محاضرًا في جامعة أثينا. أشرف أيضًا على أول إعادة بناء لمعبد أبولو في باساي، الذي حفره كونستانتينوس كورونيوتيس بين عامي 1902 و1908.

## الحفريات في إيبداوروس (1881-1928)
في 15 مارس 1881 بدأ كافادياس عمليات التنقيب نيابة عن جمعية أثينا الأثرية في إيبداوروس، بهدف الكشف عن المسرح الذي وصفه الجغرافي اليوناني القديم بوسانياس. كانت هذه أول حفريات رئيسية أجرتها الجمعية خارج أثينا نفسها، باستثناء حفريات الإنقاذ على نطاق ضيق. في عام 1881 كشفت الحفريات عن المسرح بالإضافة إلى لوحتين منقوشتين في حرم أسكليبيوس. سجلت اللوحات، التي يعود تاريخها إلى أواخر القرن الرابع أو أوائل القرن الثالث قبل الميلاد، أسماء ما لا يقل عن عشرين فردًا والوسائل التي شفوا بها -عادة أحلام أو رؤى أو معجزات. ساهم التنقيب عن هذه اللوحات ونشرها بصورة كبيرة في سمعة كافادياس الأثرية المبكرة.
في عام 1882 كشف كافادياس النقاب عن ثولوس ومعبد أسكليبيوس، وفي عام 1883 عما اعتبره أباتون (سور).  في عام 1884 نقب في معبد أرتميس وبروبيليا العظيمة،  وأعاد بناء صف من الأعمدة في الرواق الغربي للأباتون المفترض.  استمرت الحفريات حتى عام 1927:  انضم إليهم فاليريوس ستايس، الذي عينه كافادياس مسؤولًا عن دائرة الآثار في عام 1885، ومشرفًا في أوائل عام 1886،  بعد ترقية كافادياس إلى الأفور جنرال، وأصبح مديرًا ميدانيًا في عام 1887. 
عاد كافادياس إلى إيبداوروس طوال حياته المهنية، حيث نقب في الأجزاء الأولى من حرم أبولو ماليتاس القريب من جبل كينورتشن في عام 1896،  وفي عام 1896، وصف المؤرخ المعماري الفرنسي شارل شيبييه التنقيب عن إيبداوروس بأنه «ذو أهمية كبيرة لتاريخ العمارة اليونانية»،  على الرغم من أنه انتقد عمليات إعادة البناء المقيدة والمحدودة التي وضعها الألماني فيلهلم دوربفيلد،  الذي عمل مع كافادياس وأوضح نشره للحفريات،  لصالح عمليات إعادة البناء الأكثر سخاءً التي أنشأها المهندس المعماري الفرنسي ألفونس ديفراس في عام 1895  -وهي عمليات إعادة بناء اعتبرت خاطئة إلى حد كبير بحلول القرن العشرين.  وُصف تقرير كافادياس عن تنقيبه عن أوديون العصر الروماني في الموقع، والذي نشره عام 1900، بأنه «لا يقدر بثمن» لكمية الأدلة التي يحتفظ بها، والتي فقد الكثير منها بسبب التدهور اللاحق في حالة المبنى. 